# 乌巴什多尔济
乌巴什多尔济（?—?），土尔扈特部贵族，书库尔岱青幼子纳木策棱的孙子。父亲纳札尔玛穆特，巴木巴尔的祖父。
1731年，派阿尔巴图、沙喇布丹津到西藏礼佛。当时西藏阿尔布巴之乱初定，达赖驻噶达，雍正帝派人护送使者到噶达，再使使者安全返回伏尔加河牧地。子罗卜藏。